# Moriz Ritter
Moriz Ritter (* 16. Januar 1840 in Bonn; † 28. Dezember 1923 ebenda) war ein deutscher Historiker. Ritter lehrte als Professor der Geschichte an der Universität Bonn (1873–1911). Er war von 1908 bis 1923 Präsident der Historischen Kommission bei der Bayerischen Akademie der Wissenschaften.

## Leben und Wirken
Der Sohn des Klassischen Philologen Franz Ritter besuchte das von Ludwig Schopen geleitete Gymnasium in Bonn. Ab 1857 studierte er an der Universität Bonn Geschichte, Literatur und Philosophie, wobei ihn Friedrich Christoph Dahlmann besonders prägte. Das Wintersemester 1860/61 verbrachte er an der Universität Berlin, wo er Leopold von Ranke begegnete, dessen Wissenschaftsideal er sich zeitlebens verpflichtet fühlte. Zum Sommersemester 1861 wechselte er nach München, wo Carl Adolf Cornelius auf ihn aufmerksam wurde. 1862 wurde Ritter in Bonn bei Heinrich von Sybel, Dahlmanns Nachfolger, mit einer Arbeit über den römischen Kaiser Diokletian (De Diocletiano novarum in re publica institutionum auctore commentatio) promoviert. Noch im Jahr 1862 holte ihn Cornelius als Mitarbeiter der Historischen Kommission bei der Bayerischen Akademie der Wissenschaften nach München. Dort edierte Ritter in der von Cornelius geleiteten Abteilung Wittelsbacher Korrespondenzen Quellen zur Geschichte der Union im Rahmen der Reihe Briefe und Acten zur Geschichte des Dreißigjährigen Krieges in den Zeiten des vorwaltenden Einflusses der Wittelsbacher. Aus der Editionsarbeit entstand Ritters von Cornelius betreute Habilitationsschrift Geschichte der Deutschen Union. Von den Vorbereitungen des Bundes bis zum Tode Kaiser Rudolphs II. (1598–1612), mit der er sich 1867 in München habilitierte. Von 1867 bis 1873 war er Privatdozent in München, 1873 wurde er dort zum außerplanmäßigen Professor ernannt. Zum Wintersemester 1873/74 erhielt er als Nachfolger Franz Wilhelm Kampschultes eine ordentliche Professur an der Universität Bonn. Dort lehrte und forschte Ritter bis zu seiner Emeritierung nach dem Sommersemester 1911. Ritter absolvierte in 38 Jahren 135 Lehrveranstaltungen, davon 65 zum Mittelalter. Insgesamt wurden von Ritter 28 Dokotoranden betreut. Sein bekanntester Doktorand war Georg von Below.
Ritter amtierte 1895/96 als Rektor der Universität Bonn. Seit 1883 war er außerordentliches Mitglied der Historischen Kommission bei der Bayerischen Akademie der Wissenschaften und von 1908 bis 1923 ihr Präsident. Außerdem war er korrespondierendes Mitglied der Göttinger Akademie der Wissenschaften (seit 1892), korrespondierendes Mitglied der Preußischen Akademischen der Wissenschaften (seit 1907) und außerordentliches Mitglied der Bayerischen Akademie der Wissenschaften (seit 1870). 1919 erhielt er von der Bonner Universität die Ehrendoktorwürde verliehen. Ritter heiratete 1870. Aus der Ehe ging mit Wilhelmine (1872–1902) eine Tochter hervor, die wiederum Walter Goetz heiratete. Ritter starb im Dezember 1923 im Alter von 83 Jahren.
Ritter war ein Historiker, der sich seit seiner Tätigkeit bei der Historischen Kommission in hohem Maße auf die Epoche von Gegenreformation und Dreißigjährigem Krieg spezialisiert hatte. Für die Kommission edierte er für den Zeitraum von 1598 bis 1614 drei Quellenbände mit insgesamt 3000 Seiten zur Geschichte der Protestantischen Union und zur Vorgeschichte des Dreißigjährigen Krieges: Die Gründung der Union. 1598–1608 (1870), Die Union und Heinrich IV. 1607–1609 (1874) und Der Jülicher Erbfolgekrieg (1877). Seine Geschichte der deutschen Union, mit deren erstem Band er sich habilitiert hatte, setzte er mit dem 1873 publizierten zweiten Band fort. Die Bonner Jahre waren dann von der Arbeit an seinem Opus Magnum geprägt, der Deutschen Geschichte im Zeitalter der Gegenreformation und des Dreißigjährigen Krieges, deren Fertigstellung Ritter über zwanzig Jahre beschäftigte. Das Werk wurde in den Jahren 1889, 1895 und 1908 in drei Bänden veröffentlicht, wobei sich der abschließende Band mit der Geschichte des Dreißigjährigen Krieges befasste, dessen Verlauf Ritter bis 1635 umfassend darstellte und mit einem summarischen Kapitel bis 1648 abschloss. Ritters aus hervorragender Kenntnis der archivalischen Quellen gearbeitete Darstellung hat ihre Relevanz bis in die Gegenwart behalten: Geoffrey Parker nannte Ritters Werk „grundlegend und unersetzlich“, Dieter Albrecht „als Gesamtentwurf unübertroffen“. Neben seinem Spezialthema befasste sich Ritter mit Geschichte und Theorie der Geschichtswissenschaft, bot beispielsweise seit 1884 in Bonn ein Kolleg über Historik an. Nach Abschluss seiner Deutschen Geschichte publizierte er verstärkt zu diesem Themenbereich und fasste seine Forschungen 1919 in der Monographie Die Entwicklung der Geschichtswissenschaft an den führenden Werken betrachtet zusammen. Mit Forschungen zum Ausbruch des Ersten Weltkriegs begab er sich seit 1918 auf das Feld der Zeitgeschichte, was in Ritters Schaffen eine Ausnahme darstellt. Er widerlegte die Behauptung des deutschen Botschafters in London 1914, Karl Max von Lichnowsky, der die Verantwortung für den Krieg bei Deutschland sah. Nach einem intensiven Aktenstudium machte Ritter die Verantwortung vielmehr auf allen Seiten aus. Eine aktivere Rolle schrieb er lediglich Russland zu.

## Schriften (Auswahl)
- Geschichte der deutschen Union. Von den Vorbereitungen des Bundes bis zum Tode Kaiser Rudolphs II. (1598–1612). 2 Bände. Hurter, Schaffhausen 1867 und 1873.
- Sachsen und der Jülicher Erbfolgestreit. München 1873.
- Deutsche Geschichte im Zeitalter der Gegenreformation und des Dreißigjährigen Krieges. (1555–1648). 3 Bände. Wissenschaftliche Buchgesellschaft, Darmstadt 1974, ISBN 3-534-01162-7 (Unveränderter reprografischer Nachdruck der 1. Auflage, Stuttgart 1889, 1895 und 1908) (Digitalisat).
- Der Ausbruch des Weltkrieges nach den Behauptungen Lichnowskys und nach dem Zeugnis der Akten. München 1918.
- Die Entwicklung der Geschichtswissenschaft an den führenden Werken betrachtet. Hildesheim 2005, ISBN 3-487-12089-5 (Nachdruck der Ausgabe München u. a. 1919).